# 1967年8月荃灣炸彈襲擊案

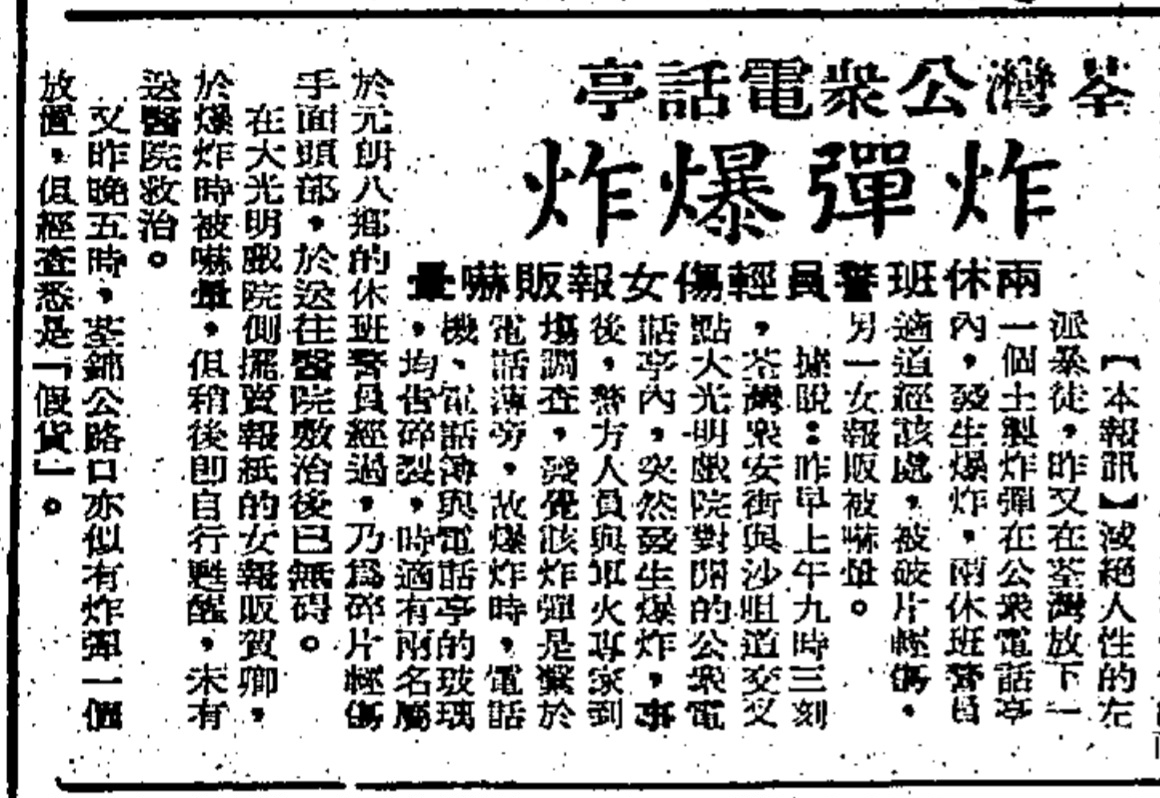
《工商日報》在1967年8月5日報導昨日上午荃灣沙咀道的公眾電話亭發生炸彈爆炸

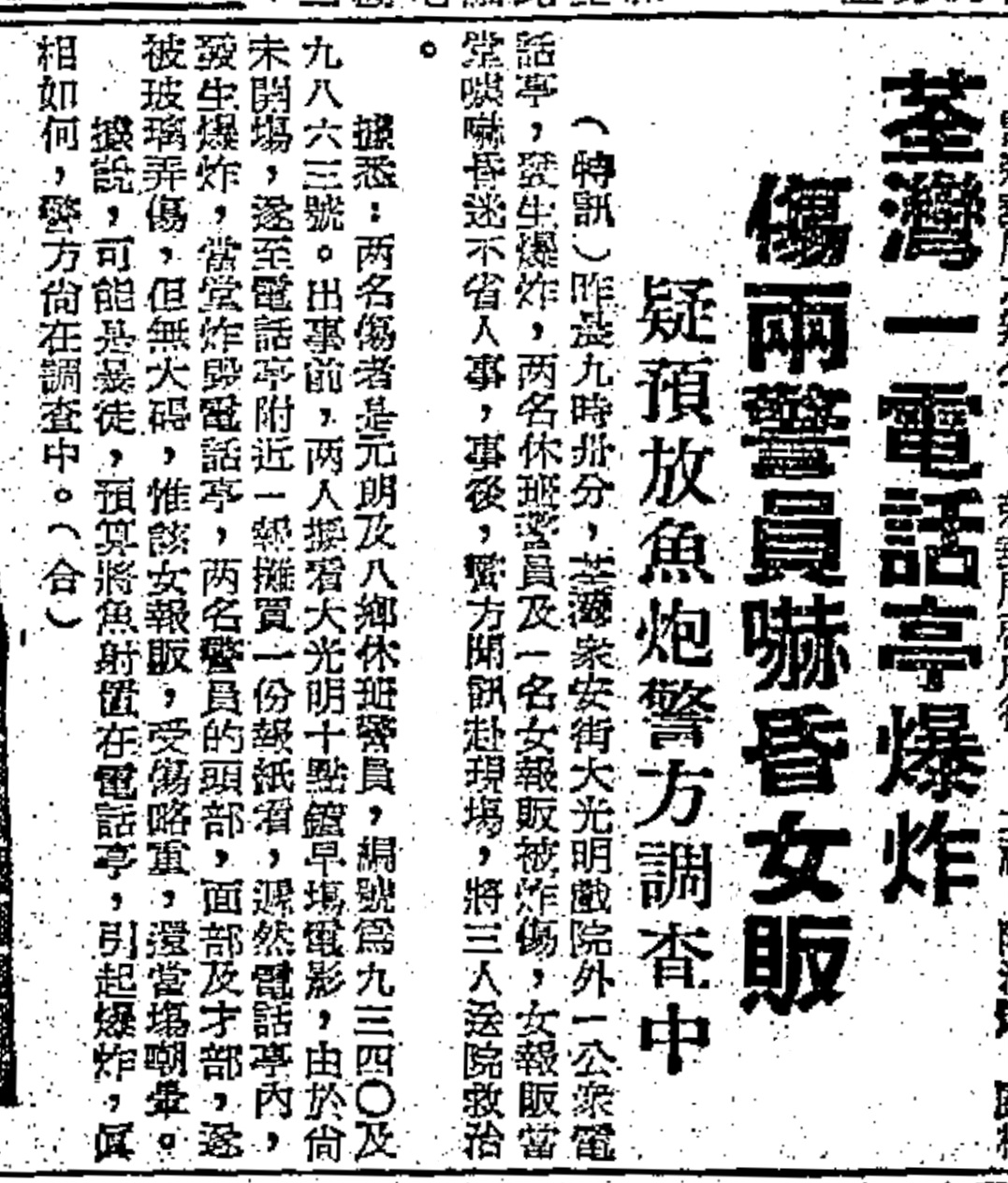
《華僑日報》在1967年8月5日報導昨日上午荃灣沙咀道的公眾電話亭發生炸彈爆炸

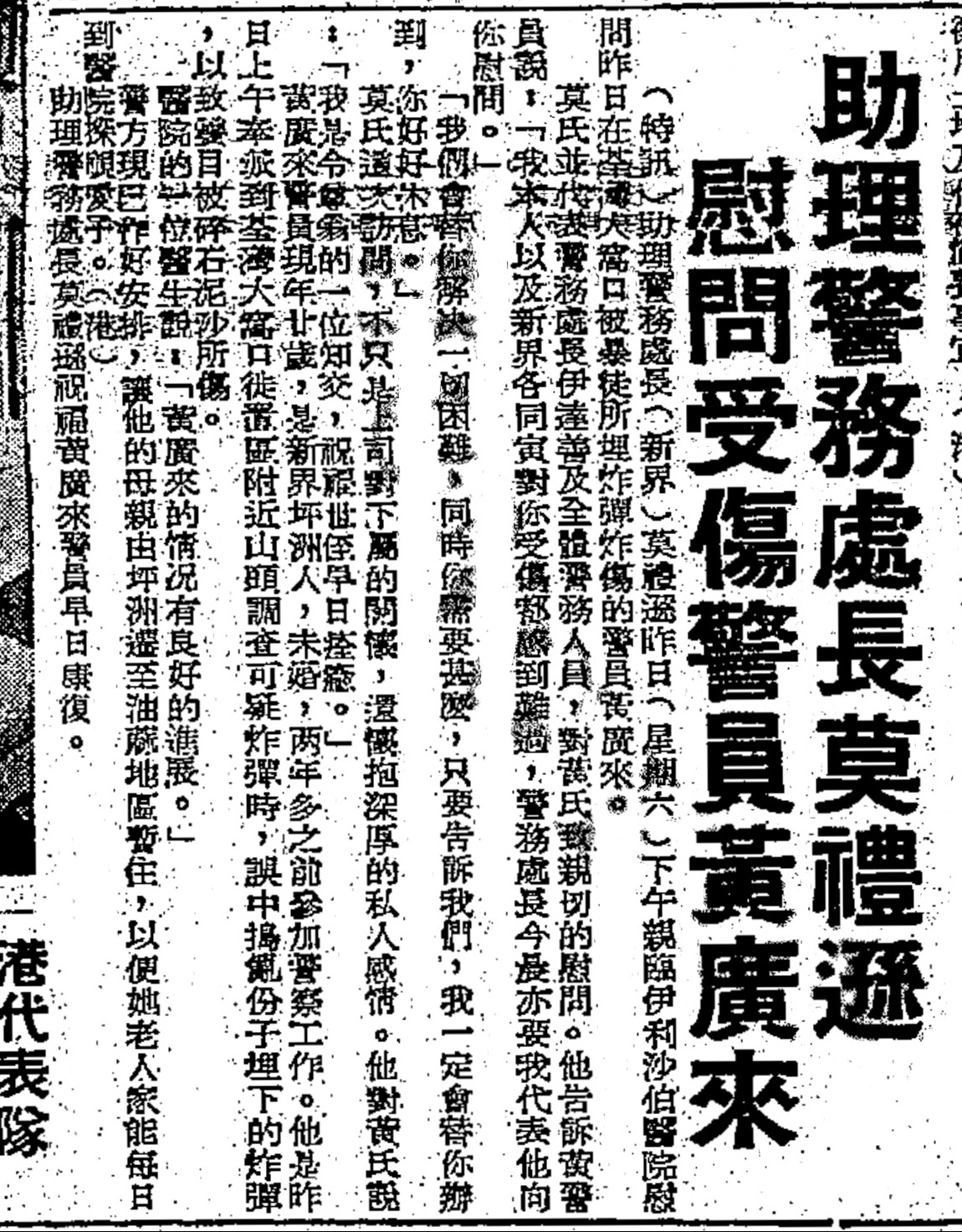
《華僑日報》在1967年9月3日報導助理警務處長莫禮遜代表警務處長伊達善，前往伊利沙伯醫院慰問受傷警員黃廣來

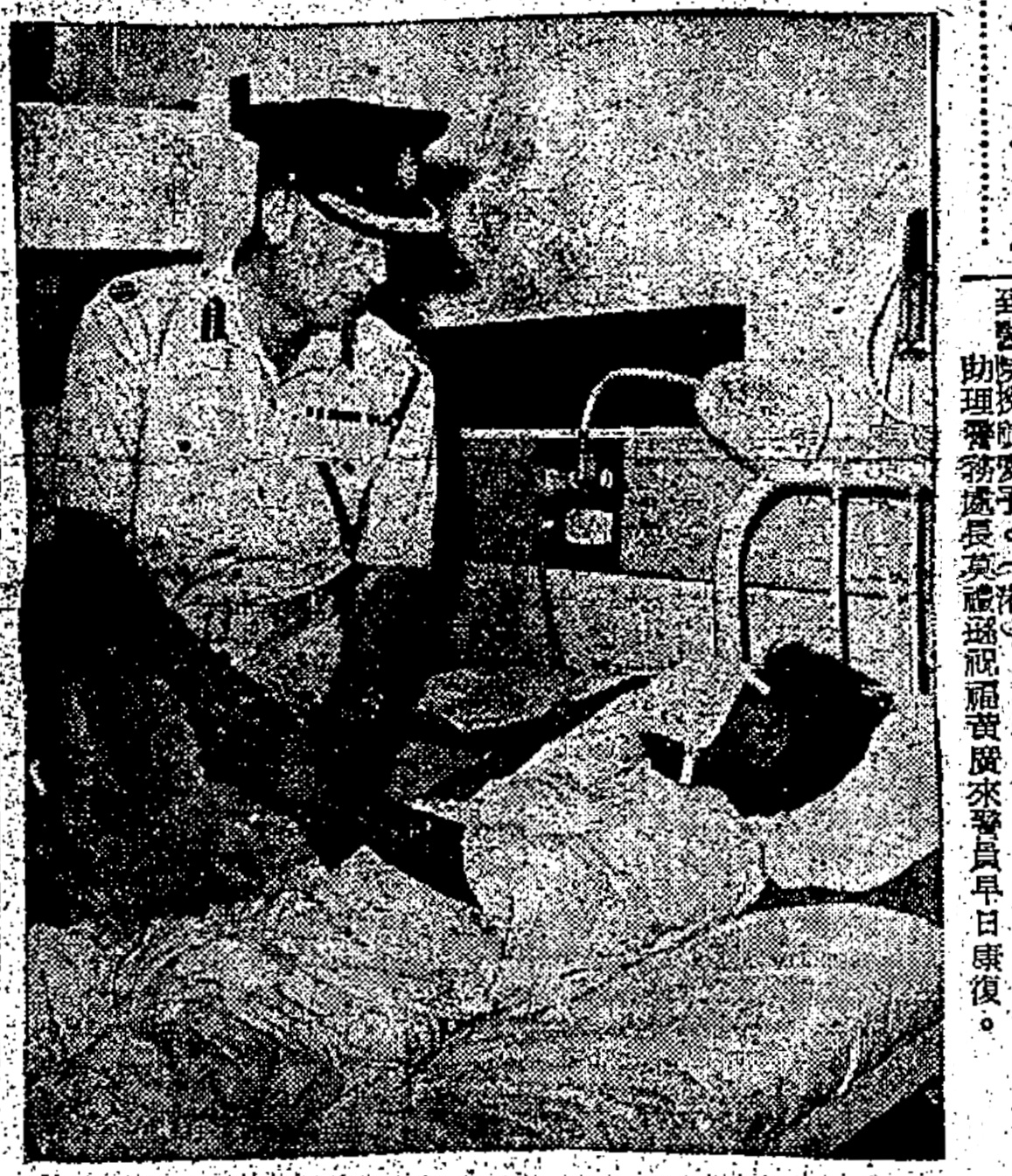
《華僑日報》在1967年9月3日報導助理警務處長莫禮遜在伊利沙伯醫院探望在荃灣被炸彈炸傷的警員黃廣來

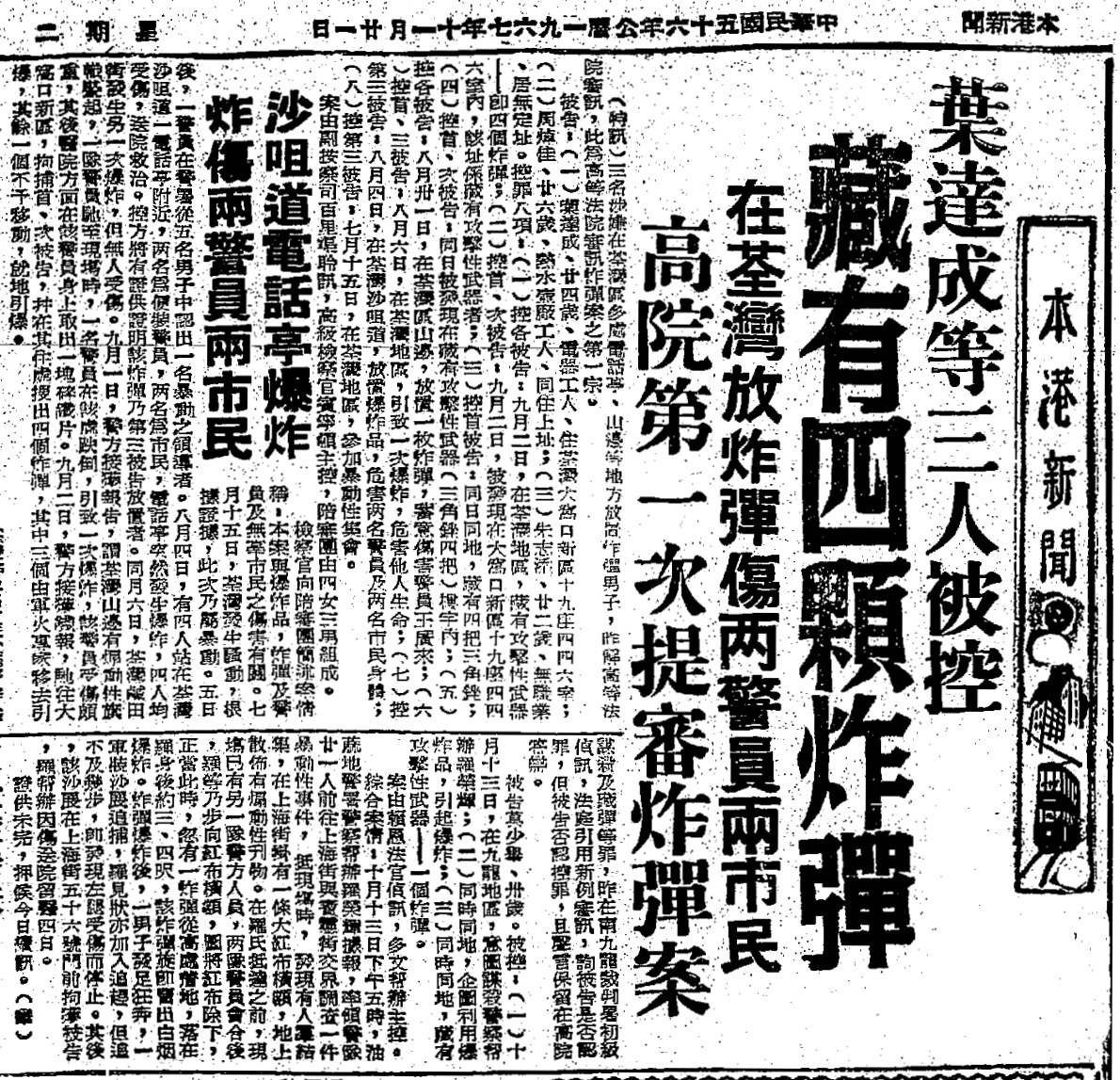
《華僑日報》在1967年11月21日報導香港高等法院首次審理炸彈襲擊案件

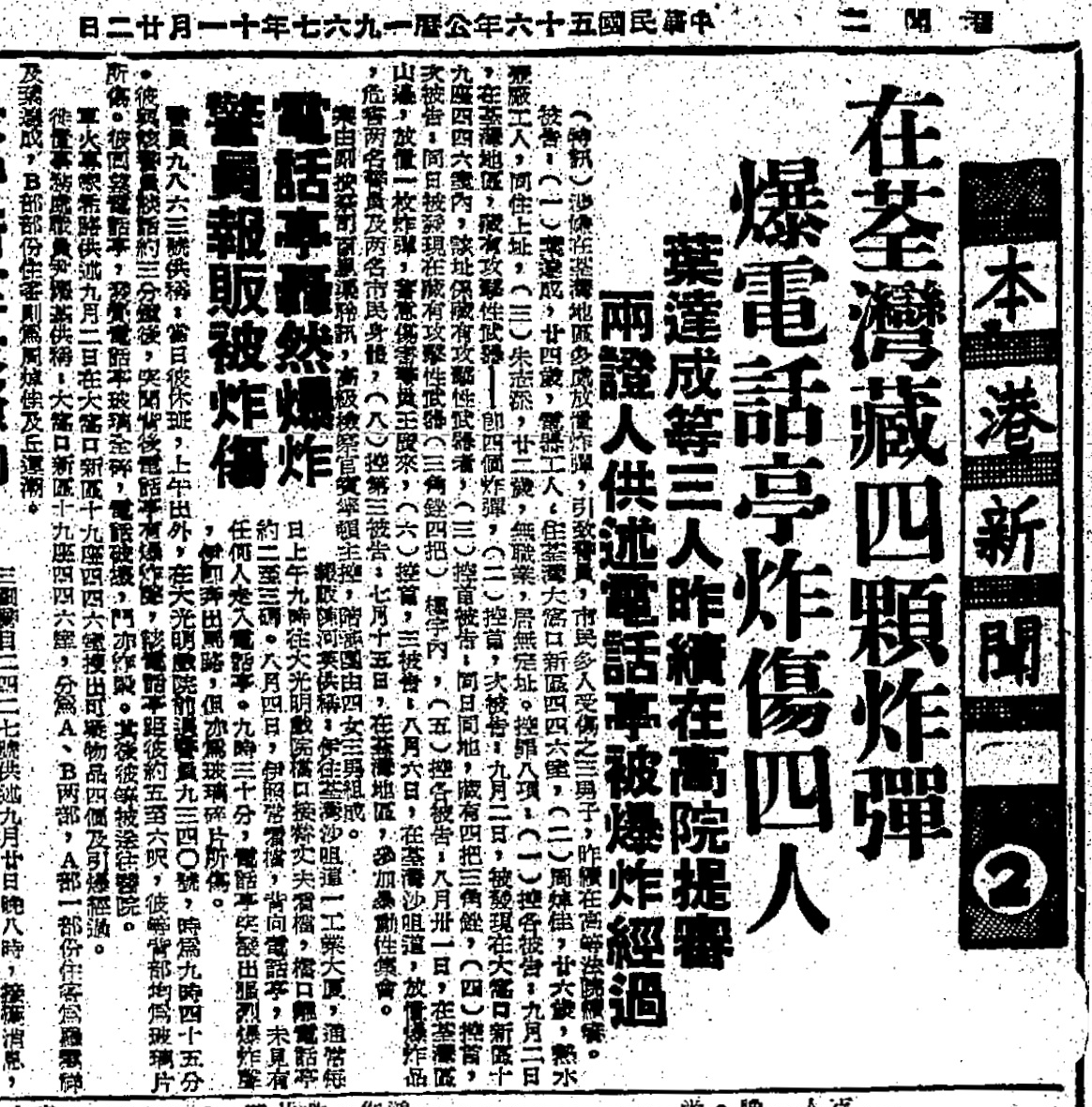
《華僑日報》在1967年11月22日報導證人在法庭就荃灣發生的爆炸案作供

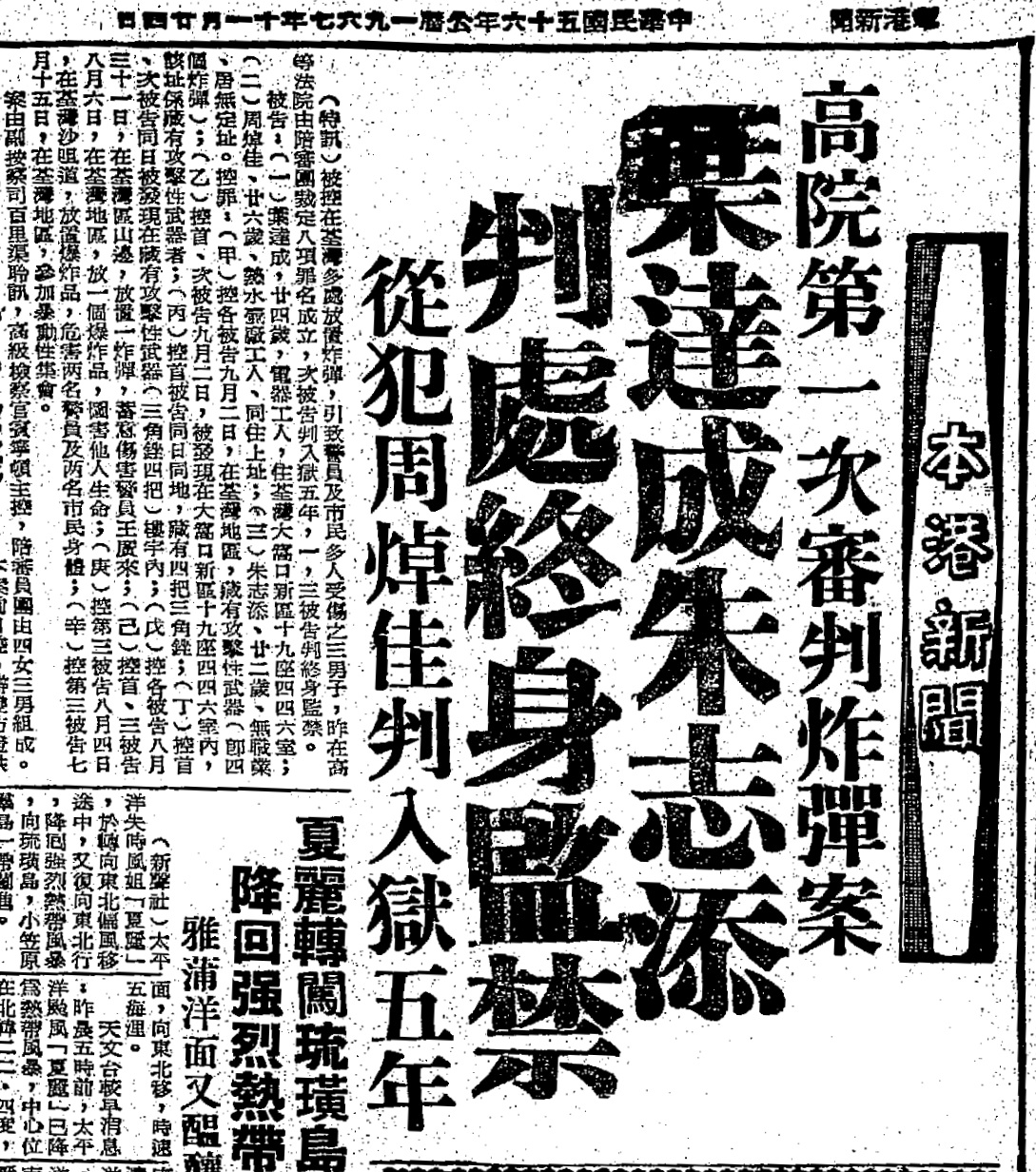
《華僑日報》在1967年11月24日報導荃灣炸彈襲擊案的兩名主犯被判終身監禁

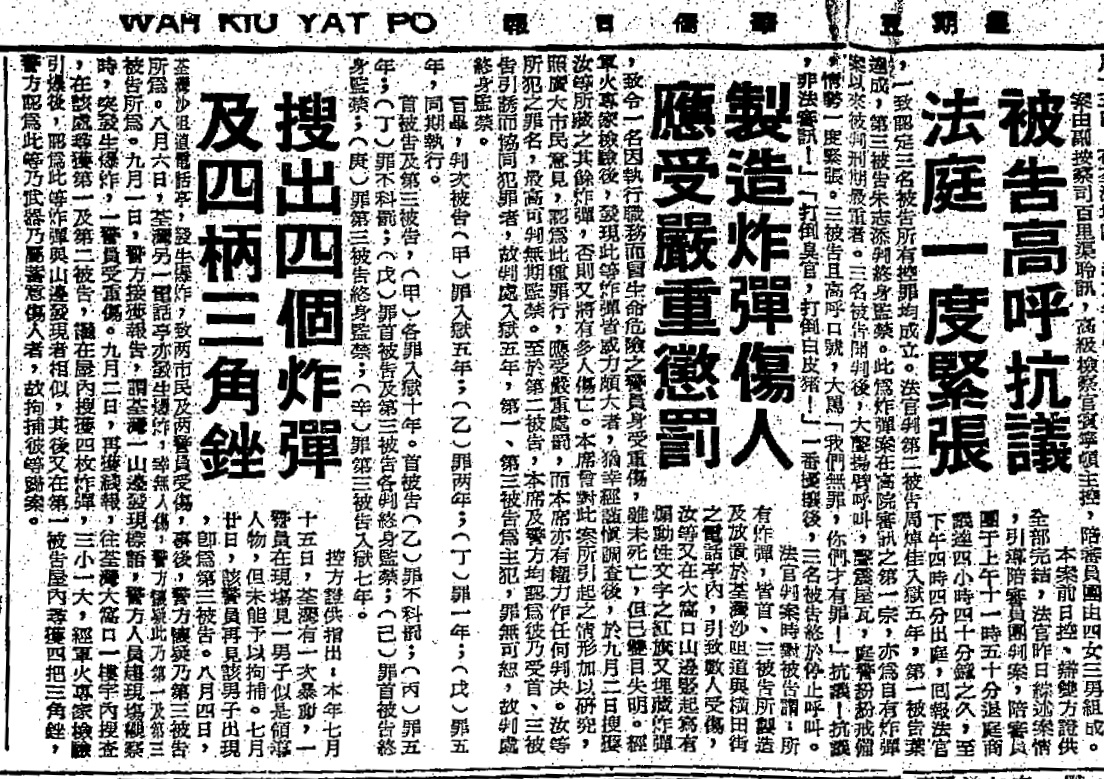
《華僑日報》在1967年11月24日報導法官百里渠重判兩名爆炸案主犯終身監禁的原因是製造炸彈惡意傷人

荃灣炸彈襲擊案是六七暴動期間的1967年8月在香港新界荃灣發生的連串炸彈襲擊事件，受各界鬥委會驅使的香港左派人士，在荃灣的不同地點放置多枚土製炸彈，其中在8月4日於荃灣沙咀道一個電話亭的炸彈造成2名市民及2名警察受傷；在8月31日晚上放置在荃灣山邊的一個炸彈，故意掛上有煽動性標語的旗幟，當9月1日警察到場調查時炸彈被引爆，造成1名警員嚴重受傷。警方在9月2日拘捕涉案疑犯葉達成、周焯佳，並且在兩人於大窩口的住址起出4枚炸彈，其中1枚炸彈因有即時危險，軍火專家需要即場引爆，期間需要緊急疏散大廈住戶，警方其後於9月20日在荃灣拘捕多1名涉案疑犯朱志添。香港高等法院在11月23日裁定3名被告罪名成立，周焯佳被判入獄5年，在案中被認定是主犯的葉達成、朱志添則被判處終身監禁。該兩名被告的終身監禁判刑是六七暴動中，除了兇徒何樹祥因槍殺警員李觀生而被判死刑之外最重的判刑，也比同年11月罪犯羅水欣在荔枝角道炸彈襲擊案炸死3名市民而被判監12年的刑罰更重。

## 案發背景
1967年年初，由於澳門左派社團在一二·三事件成功奪取澳門政局的主導權，中共中央香港工作委員會受到鼓舞，要在香港也發起類似的騷亂。新華社香港分社社長梁威林及副社長祈烽在內部會議總結澳門左派的鬥爭成果時，聲言也要在香港「大幹一場」，新華社香港分社和左派陣營便開始積極尋找挑起騷亂的機會。1967年4月香港人造花廠發生工潮，隨後於5月分廠所在的新蒲崗發生騷亂，香港工會聯合會理事長楊光成立簡稱「鬥委會」的「港九各界同胞反對港英迫害鬥爭委員會」趁機以「反英抗暴」為名，利用最初由勞資糾紛引起的警民衝突，轉變成顛覆香港政府的連串騷亂。鬥委會發動全港大罷工、大罷市失敗後，決定將行動升級為炸彈襲擊，於左派開辦的中學，利用中學生在學校內的化學實驗室製造土製炸彈及武器，還在製作土製炸彈時加入大量鐵釘及玻璃碎，當炸彈爆炸時便會產生更多尖銳的碎片，增強傷人毀物的效果，提升炸彈襲擊的殺傷力。7月12日，大埔鄉事會會所發生計時炸彈爆炸，為城市恐怖主義在香港拉開序幕。鬥委會隨後在香港發起街頭炸彈襲擊浪潮，當時在電車、巴士、渡輪碼頭、兒童遊樂場及港九鬧市，都發現放有真炸彈或疑似爆炸品，鬥委會意圖造成社會更大恐慌，企圖對香港政府加大壓力，在真假炸彈襲擊浪潮的半年間，有8,074件真假炸彈被放置在香港各區街頭或被投擲，當中有1,167枚真炸彈，有負責移除炸彈的駐港英軍軍火專家在拆彈時發生意外殉職，這場炸彈襲擊浪潮也造成多名市民無辜死傷。

## 案發經過
8月4日上午9時，報販陳河英在荃灣沙咀道和眾安街交界的大光明戲院（今大鴻輝（荃灣）中心）附近的一個報攤，接替丈夫看管報紙檔，該報攤的後面是一個公眾電話亭，之間相距有兩、三碼。當日早上有兩名警員（編號：9863及9340）在元朗及八鄉下班後乘車到達荃灣看電影，在大光明戲院購買了10時早場電影的門票，由於當時距離戲院的入場時間還有半小時，這兩名警員於是去當時由陳河英看管的報攤買了一份報紙，然後背向電話亭看報紙及交談，在報攤後方的電話亭卻於9時30分左右突然發生爆炸，電話亭的玻璃全被炸碎，兩名警員的頭部及背部被碎片割傷，女報販亦受傷昏倒，各人被送入醫院治療，經敷藥後已無大礙，另一在附近的市民則嚴重受驚，警方當時懷疑有人把漁炮放入電話亭內再引爆。當日下午5時在荃錦公路的路口亦發現可疑物品，經檢查後是一個假炸彈。
8月6日，荃灣鹹田街的一個電話亭發生一次炸彈爆炸，所幸無人傷亡。
9月1日，荃灣山邊掛有煽動性標語的旗幟，警方接報後派出警員到場檢視及清理，卻中了炸彈陷阱，其中一名警員黃廣來（編號：5951）被絆倒後，一枚被埋放的炸彈隨即發生爆炸，黃廣來身體嚴重受傷，雖經搶救後挽回性命，但雙目失明。
9月2日，警方根據線報採取拘捕行動，在荃灣大窩口新區十九座446室內拘捕葉達成、周焯佳，在該單位搜出攻擊性武器，並起出4枚炸彈，其中一個炸彈已插上信管，有即時危險，需要疏散大廈住客，由軍火專家即場引爆。案中的第三名被告朱志添在9月20日晚上8時，警方搜查荃灣河背街6號的一個閣仔時被拘捕。

## 被告及控罪

### 被告
案中三名被告：
第一被告：葉達成，於1967年9月2日被捕，被捕時24歲，報稱電器工人，住荃灣大窩口新區（今大窩口邨）第十九座446室。
第二被告：周焯佳，於1967年9月2日被捕，被捕時26歲，報稱熱水壺廠工人，住址與第一被告相同。
第三被告：朱志添，於1967年9月20日被捕，被捕時22歲，報稱無業，沒有固定住址。

### 控罪
三名被告被控的控罪如下：
（1）1967年9月2日，在荃灣地區，藏有攻擊性武器，即4枚炸彈；
（2）1967年9月2日，被發現身處於荃灣大窩口新區第十九座446室內，而該址藏有攻擊性武器，即4枚炸彈；
（3）1967年9月2日，在荃灣大窩口新區十九座446室內，藏有4把三角銼；
（4）1967年9月2日，被發現身處於荃灣大窩口新區第十九座446室內，而該址藏有攻擊性武器，即4把三角銼；
（5）1967年8月31日，在荃灣地區山邊，放置一枚炸彈，蓄意傷害警員黃廣來；
（6）1967年8月6日，在荃灣鹹田街，引致一枚炸彈爆炸，意圖危害他人性命；
（7）1967年8月4日，在荃灣沙咀道，放置一枚炸彈，危害2名警員及2名市民的身體；
（8）1967年7月15日，在荃灣地區，參與暴動性集會。
全部三名被告各被控第1、5項控罪；第一被告葉達成另被控第2、3、4、6項控罪；第二被告周焯佳另被控第2、4項控罪；第三被告朱志添另被控第6、7、8項控罪。

## 法庭審訊

### 高等法院審訊
1967年11月20日，案件在香港高等法院開庭審訊，法官是副按察司百里渠，主控官是高級檢控官賓寧頓，陪審團由4男3女組成，三名被告否認控罪。主控官在庭上稱，根據證據在7月15日荃灣發生的騷亂屬於暴動，五日後有一名警員在警署從五名男子中認出荃灣暴動的其中一名領導者是本案的第三被告；8月4日在荃灣沙咀道的一個公眾電話亭發生爆炸導致2名警員及2名市民受傷，控方有證據證明是第三被告放置該枚炸彈；8月6日在荃灣鹹田街發生一次爆炸，但無人受傷；警方在9月1日接報荃灣的一處山邊掛有煽動性旗幟，一隊警察遂到場處理，但當有一名警察跌倒後隨即發生一次爆炸，該名警員嚴重受傷，入院後從身上檢出一塊炸彈碎片；9月2日，警方接獲線報到大窩口新區（今大窩口邨），拘捕第一及第二被告，並且起出4枚炸彈，其中3枚移走後引爆，另1枚須就地引爆。
在8月4日沙咀道電話亭爆炸中受傷的報販陳河英，在庭上稱當日9時到報攤接替丈夫看檔，直至電話亭發生爆炸，都未見有人進入過電話亭。在該宗爆炸案中受傷的兩名警員作供稱，他們站在這處交談3分鐘左右，背後的電話亭突然爆炸，他們均被玻璃碎片割傷，之後到電話亭查看，發現電話亭的玻璃全碎，門也被炸飛，電話機被炸爛，其後他們被送往醫院接受治療。
駐港英軍軍火專家希路在庭上講述在9月2日於荃灣大窩口新區十九座446室內搜出炸彈及進行引爆的經過。徙置事務處職員尹耀基供稱，葉達成、周焯佳是荃灣大窩口新區十九座446室是其中的兩名住戶。
11月22日，控方傳召警方的筆跡及指紋專家鄭凱興作供；然後由鍾世昆醫生講述警員黃廣來的傷勢，鍾醫生稱為黃廣來檢查時，發現黃的左右眼都已經失明，同時發現黃的頭部多處受傷，包括左右眼皮、左臉、下顎及頸部都有大量小傷痕，且內有碎鐵片，並且在前胸的傷處取出一塊約1平方英寸的鐵片。控方又傳召水泥工朱久仁陳述在8月24日聽到朱志添向其父講述在荃灣大光明戲院放炸彈的情形。之後法庭安排三名被告分別到證人台宣誓作供及自辯，但第三被告朱志添拒絕到證人台自辯。
案件在11月23日上午審結，法官引導陪審員裁決，陪審團於上午11時50分退庭商議超過4小時，至下午4時法官再次開庭，陪審團向法官匯報裁決結果，法官宣布陪審團裁定三名被告被控的8項控罪，全部罪名成立，法官判處第二被告周焯佳入獄5年，第一被告葉達成、第三被告朱志添則被判處終身監禁。這次判刑是自六七暴動炸彈浪潮以來，判刑最重的一次。三名被告聞判後大呼抗議，宣稱這是非法審訊，又辱罵法官為「白皮豬」，庭警一度戒備，經一番擾攘後，在犯人欄的三名被告才停止飆罵。
法官百里渠在判詞稱涉案的炸彈均由第一及第三被告參與製造，在沙咀道的電話亭爆炸造成市民及警察受傷，而在荃灣山邊掛煽動性標語及埋放炸彈，導致一名執勤的警員雙目失明，在9月2日兩名被告在大窩口新區被捕時，其身處的處所亦藏有4枚炸彈，若然未能及時發現，將會引致多人死傷，法官又稱廣大市民均認為此等嚴重罪案應從重處罰，其中第一及第二被告均高度參與該等犯案，是案中的主犯，故此判處第一及第二被告終身監禁，而第二被告則為受第一及第三被告引誘，協助犯案的從犯，因此判處入獄5年。

### 判刑細節
第一被告葉達成：第1項控罪入獄10年、第2控罪不科罰、第3控罪入獄5年、第4控罪不科罰、第5控罪終身監禁，第6控罪終身監禁，合併刑罰處以終身監禁。
第二被告周焯佳：第1項控罪入獄5年、第2控罪入獄2年、第4控罪入獄1年、第5控罪入獄5年，全部同期執行，合共入獄5年。
第三被告朱志添：第1項控罪入獄10年、第2控罪不科罰、第3控罪入獄5年、第4控罪不科罰、第5控罪終身監禁，第7控罪終身監禁，第8控罪入獄7年，合併刑罰處以終身監禁。

### 假釋出獄
1970年代初，港府分批特赦仍然在囚的六七暴動罪犯，被判終身監禁及在赤柱監獄服刑的葉達成、朱志添，於1973年5月3日獲得假釋提早出獄，此時在囚的六七暴動罪犯僅剩下因謀殺警員李觀生而被判死刑，其後獲減刑為監禁25年的何樹祥。

## 外部連接
维基共享资源上的相關多媒體資源：1967年8月荃灣炸彈襲擊案